# بيرسون
بيرسون (بالإنجليزية: Pearson PLC)‏ هي شركة نشر وتعليم بريطانية متعددة الجنسيات مقرها الرئيس في لندن. تعد أكبر شركة تعليم وأكبر شركة نشر للكتب في العالم.

## تاريخ

### البدايات
قام صاموئيل بيرسون بإنشاء الشركة عام 1844م كشركة بناء وهندسة في يوركشاير تحت اسم S.Pearson & Sons (صاموئيل بيرسون وأبناؤه). في عام 1880، انتقلت قيادة الشركة إلى حفيده المهندس ويتمان ديكينسون بيرسون، والذي قام في 1890 بتحويل عمل الشركة إلى لندن وحولها إلى إحدى أكبر شركات البناء في العالم.

### القرن العشرون
في عام 1921، قامت بيرسون بشراء عدد من الصحف المحلية في المملكة المتحدة، وقامت بدمجها معاً لإنشاء وكالة "The Westminster Press" الصحفية. في عام 1957، قامت الشركة بشراء الفاينانشال تايمز واستحوذت على 50٪ من ذي إيكونومست. كما قامت بشراء الناشر لونجمان في 1968.
تم إضافة الشركة في سوق لندن للأوراق المالية في 1969.
خلال تسعينات القرن العشرين، امتلكت الشركة عدداً من شركات الإنتاج والإذاعة التلفزيونية وبيع معظم حصصها غير المرتبطة بالإعلام تحت قيادة رجل الكونغرس الأمريكي بوب تورنر.تم بيع Wesminster Press إلى نيوزكويست في 1996. اشترت بيرسون الجناح التعليمي من هاربر كولنز لتقوم بدمجها مع قسمها التعليمي، أديسون-ويزلي لونجمان لتكون بيرسون إدوكيشن (بالإنجليزية: Pearson Education)‏.
في مارس 1994 ، استحوذت بيرسون على ناشر البرمجيات The Software Toolworks مقابل 462 مليون دولار ، والتي أعيدت تسميتها Mindscape. في مارس 1998 ، باعت بيرسون Mindscape لشركة التعلم مقابل 150 مليون دولار. تكبد بيرسون خسارة قدرها 346 مليون دولار في عملية البيع.

### القرن الواحد والعشرون
استحوذت بيرسون على دورلينج كيندرسلي ، الناشر المرجعي المصور ودمجه في بنغون غروب ، في مارس 2000 . ثم استحوذت على مجموعة في سبتمبر 2000 ، وبذلك دخلت سوق أنظمة إدارة المدارس والتقييم التعليمي في الولايات المتحدة.
في عام 2002 ، باعت Pearson حصتها البالغة 22٪ في RTL Group [32] مقابل 1.5 مليار يورو ، ثم اشترت Rough Guides ، ناشر السفر ، وجعلتها تحت إدارة Penguin. استحوذت بيرسون على شركة Edexcel ، [33] وهي مزود للمؤهلات في المملكة المتحدة ، في عام 2003 واستحوذت على حوالي 80٪ من أسهم شركة Meximerica Media Inc مقابل 16.5 مليون دولار أمريكي لسوق أمريكا اللاتينية المتضخم في عام 2004.
اشترت بيرسون سلسلة من أعمال الاختبار والتقييم الأخرى ، بما في ذلك تقنيات المعرفة في عام 2004 ، [35] AGS في عام 2005 ، وأنظمة التقييم الوطنية و Promissor في عام 2006. استحوذت بيرسون على National Evaluation Systems ، وهي شركة تقدم تقييمات الولاية المخصصة لشهادة المعلم في الولايات المتحدة ، في أبريل 2006 وأعلنت أنها وافقت على الحصول على تقييم Harcourt و Harcourt Education International من Reed Elsevier مقابل 950 مليون دولار نقدًا في مايو 2007 . ثم أكمل بيرسون عملية الاستحواذ على تقييم هاركورت ، ودمج الأعمال المكتسبة في تقييم بيرسون والمعلومات. استحوذت بيرسون أيضًا على eCollege ، وهي مجموعة لتكنولوجيا التعلم الرقمي مقابل 477 مليون دولار في مايو 2007.
في فبراير 2008 ، أعلنت بيرسون عن بيع قسم إدارة البيانات فيها (قسم تصنيع وخدمة الماسح الضوئي سابقًا لشركة NCS Inc.) لشركة Scantron Corporation (جزء من M&F Worldwide) التي كانت المنافس الرئيسي لها.
استحوذت بيرسون على وول ستريت إنجلش مقابل 145 مليون دولار في عام 2009 [44] واشترت قسم أنظمة التعلم المدرسي في سيستيما إديوكاسيونال برازيليرو (SEB) مقابل 497 مليون دولار في عام 2010. وفي نفس العام ، باعت بيرسون حصتها البالغة 61٪ في Interactive Data لصناديق الاستثمار التي تديرها Silver Lake Partners و Warburg Pincus مقابل 2 مليار دولار.

## بين 2010 و الوقت الحاضر
في يوليو 2011 ، أعلنت بيرسون عن إنشاء كلية بيرسون ، وهي مؤسسة بريطانية للحصول على درجة علمية مقرها لندن. وفي نفس العام ، استحوذت على Connections Education ووافقت على بيع حصتها البالغة 50٪ في FTSE International Limited إلى بورصة لندن مقابل 450 مليون جنيه إسترليني. في عام 2011 ، زادت بيرسون أيضًا حصتها في TutorVista ، بحيث امتلكت 76٪ من الأسهم مقابل 127 مليون دولار. [50]